# Женская сборная Тринидада и Тобаго по волейболу
Женская национальная сборная Тринидада и Тобаго по волейболу (англ. Trinidad and Tobago women's national volleyball team) — представляет Тринидад и Тобаго на международных волейбольных соревнованиях. Управляющей организацией выступает Федерация волейбола Тринидада и Тобаго (англ. Trinidad and Tobago Volleyball Federation — TTVF).

## История
С волейболом жителей острова Тринидад в 1930 году познакомили канадские миссионеры. Поначалу новая игра получила распространение среди рабочих сахарных плантаций, а в дальнейшем и среди других групп населения страны. В 1964 была основана Федерация волейбола Тринидада и Тобаго, в том же году вступившая в ФИВБ.
Впервые женская волейбольная сборная страны была сформирована в 1993 году для участия в проводившемся на Тринидаде и Тобаго Карибском чемпионате — турнире, в котором выступают национальные команды стран-членов Карибской зональной волейбольной ассоциации (CAZOVA), являющейся составной частью Конфедерации волейбола Северной, Центральной Америки и Карибского бассейна (NORCECA). На своих дебютных соревнованиях тринидадские волейболистки заняли 3-е место. Впоследствии женская сборная Тринидада и Тобаго регулярно являлась участницей этого турнира и 8 раз выигрывала золотые награды. В настоящее время в своей географической зоне она является безусловным фаворитом, неизменно выходя победителем в 7 последних Карибских чемпионатах. С 1996 года эти соревнования являются также квалификацией североамериканского континентального первенства.
В 1997 национальная команда Тринидада и Тобаго дебютировала в чемпионате NORCECA, проходившем в Пуэрто-Рико, но оказалась явно слабее своих соперников, проиграв во всех четырёх сыгранных на турнире матчах с одинаковым счётом 0:3. Столь же неудачными для тринидадских волейболисток были и итоги четырёх следующих чемпионатов континента (2003, 2005, 2007 и 2009), в которых они принимали участие — последние места и ни одного выигрыша. Лишь в 2011 году сборная Тринидада и Тобаго одержала свою первую победу в чемпионате NORCECA, обыграв в матче за 7-е место команду Коста-Рики 3:0.
Чемпионат Северной, Центральной Америки и Карибского бассейна 2013 года, проходивший в США, сборная Тринидада и Тобаго закончила с лучшим своим результатом за всё время участия в континентальных первенствах, заняв 6-е место среди 9 участников. Команда впервые вышла в четвертьфинал, где уступила канадкам, а затем в матче за 5-е место в упорной борьбе проиграла и сборной Мексики.
С 2007 года женская сборная Тринидада и Тобаго регулярно заявляется и для участия в квалификациях Олимпийских игр и чемпионатов мира, но пока безуспешно, хотя в 2014 тринидадские волейболистки были в одном шаге от попадания на мировое первенство, но в решающем матче дополнительного раунда североамериканской квалификации не смогли одолеть сборную Мексики, уступив ей последнюю вакантную путёвку.
В последние годы в игре сборной Тринидада и Тобаго наметился значительный прогресс. И если сильнейшим национальным командам NORCECA (сборным США, Доминиканской Республики, Пуэрто-Рико) островитянки пока не в состоянии составить конкуренции, то против сборных следующего континентального эшелона тринидадские волейболистки играют всё более успешно, выйдя по состоянию на октябрь 2014 года на 7-е место североамериканского рейтинга и вплотную приблизившись к командам Кубы и Мексики. Всё большее количество волейболисток Тринидада и Тобаго привлекают внимание клубов из других стран. В частности с 2013 за российскую «Уралочку-НТМК» выступает центральная блокирующая сборной Тринидада и Тобаго Шинед Джек (лучшая блокирующая чемпионата NORCECA 2013), а в других европейских чемпионатах играют ещё две тринидадские волейболистки — Ш.Томпсон и Д.Рэмдин.
С 2005 года на протяжении 9 лет наставником сборной работал кубинский тренер Франсиско «Панчи» Крус Хименес, поднявший свою команду с 93-го на 34-е место в мировом рейтинге, но после неудачи в дополнительном раунде отборочного турнира чемпионата мира ушёл в отставку из-за разногласий с руководством национальной федерации. Новым главным тренером стал Николсон Дрейкс — прежний ассистент Круса.
В 2015 году новым наставником сборной Тринидада и Тобаго назначена одна из лидеров «золотой» сборной Кубы 1990-х, трёхкратная олимпийская чемпионка Идальмис Гато Мойя. Её ассистентом стал вернувшийся в тренерскую бригаду ещё один кубинский тренер Франсиско Крус Хименес. Под их руководством национальная команда Тринидада и Тобаго в сезоне 2015 выступила в одном турнире — чемпионате NORCECA, но неудачно, уступив в первых своих четырёх матчах на турнире с одинаковым счётом 0:3 сборным Мексики, Пуэрто-Рико, Доминиканской Республики и Кубы и лишь в поединке за 7-е место переиграв Коста-Рику в трёх партиях.
В 2016 в кубинском тренерском штабе сборной Тринидада и Тобаго произошла рокировка. Главным тренером стал Франсиско Крус Хименес, а Идальмис Гато — его ассистенткой.
2017 год стал знаковым для сборной. В июле команда дебютировала в Мировом Гран-при, а затем, уверенно пройдя две стадии отбора, впервые квалифицировалась на чемпионат мира. В качестве полуфинальной стадии  отборочного турнира мирового первенства использован очередной Карибский чемпионат, в котором тринидадские волейболистки победили уже в 6-й раз подряд.
Календарь соревнований 2018 года для сборной Тринидада и Тобаго стал самым насыщенным за всё время участия в международных соревнованиях. Тринидадские волейболистки приняли участие в 5 официальных турнирах, среди которых в первую очередь следует выделить чемпионат мира. Дебютантки мировых первенств вполне ожидаемо выступили весьма скромно, выиграв в 5 проведённых матчах всего одну партию.

## Результаты выступлений и составы

### Олимпийские игры
Сборная Тринидада и Тобаго принимала участие в двух отборочных турнирах Олимпийских игр.
- 2008 — не квалифицировалась
- 2012 — не квалифицировалась

- 2008 (квалификация): Кассия Феррейра, Шари Бехарри, Шинед Джек, Дарлен Рэмдин, Риза Грант, Кортни Клиффорд, Ренель Форд, Карлин Уильмс, Никита Эбботт, Тайла де Соуза, Кристл Эшделл, Донайл Хэмилтон. Тренер — Франсиско Крус Хименес.
- 2012 (квалификация): Андреа Кинсейл, Джалисия Росс, Шёрветт Беклс, Риза Грант, Кортни Клиффорд, Афеша Олтон, Ренель Форд, Делана Митчелл, Эбби Блэкман, Кристл Эшделл, Абигэл Глуд. Тренер — Франсиско Крус Хименес.

### Чемпионаты мира
В чемпионатах мира 1952—2006 (основной турнир и квалификация) сборная Тринидада и Тобаго участия не принимала.
- 2010 — не квалифицировалась
- 2014 — не квалифицировалась
- 2018 — 21—24-е место
- 2022 — не квалифицировалась
- 2025 — не квалифицировалась

- 2010 (квалификация): Джалисия Росс, Шэннон Томпсон, Келли-Энн Биллинги,  Шинед Джек, Мариша Херберт, Дарлен Рэмдин, Кортни Клиффорд, Ренель Форд, Карлин Уильямс, Делана Митчелл, Кристл Эшделл, Абигэл Глуд. Тренер — Франсиско Крус Хименес.
- 2014 (квалификация): Джалисия Росс-Кидд, Шэннон Томпсон, Келли-Энн Биллинги,  Шинед Джек, Мариша Херберт, Дарлен Рэмдин, Риза Грант, Кортни Клиффорд, Макила Йорк, Айша Сили-Моррисон, Эбби Блэкман, Кристл Эшделл. Тренер — Франсиско Крус Хименес.
- 2018: Джалисия Росс-Кидд, Шэннон Томпсон, Келли-Энн Биллинги, Делисия Пьер, Шинед Джек, Кьюн Флетчер, Дарлен Рэмдин, Тэйджа Томас, Афеша Олтон, Ренель Форд, Латиша Морэн, Кристл Эшделл. Тренер — Франсиско Крус Хименес.

### Гран-при
В Гран-при 1993—2016 сборная Тринидада и Тобаго участия не принимала.
- 2017 — 31-е место (7-е в 3-м дивизионе)

- 2017: Джалисия Росс-Кидд, Шэннон Томпсон, Делисия Пьер, Шинед Джек, Малика Дэвидсон, Дарлен Рэмдин, Ния Стил, Афеша Олтон, Ренель Форд, Реджинн Уолс, Кристл Эшделл, Кердиша Сазерленд. Тренер — Франсиско Крус Хименес.

### Кубок претендентов ФИВБ
- 2018 — не квалифицировалась
- 2019 — не участвовала

### Чемпионаты NORCECA
До 1995 в чемпионатах NORCECA сборная Тринидада и Тобаго участия не принимала.
- 1997 — 8-е место
- 1999 — не участвовала
- 2001 — не участвовала
- 2003 — 7-е место
- 2005 — 8-е место
- 2007 — 8-е место
- 2009 — 8-е место
- 2011 — 7-е место
- 2013 — 6-е место
- 2015 — 7-е место
- 2019 — 8-е место
- 2021 — 7-е место
- 2023 — отказ от участия

- 2009: Шэннон Томпсон, Келли-Энн Биллинги, Шёрветт Беклс, Шинед Джек, Мариша Херберт, Ариэль Фолкс, Кортни Клиффорд, Делана Митчелл, Кристл Эшделл, Абигэл Глуд. Тренер — Франсиско Крус Хименес.
- 2011: Андреа Кинсейл, Шэннон Томпсон, Келли-Энн Биллинги, Шёрветт Беклс, Шинед Джек, Риза Грант, Кортни Клиффорд, Делана Митчелл, Эбби Блэкман, Кристл Эшделл, Абигэл Глуд, Речес Линдсей. Тренер — Франсиско Крус Хименес.
- 2013: Андреа Кинсейл, Зара Коллинз, Шэннон Томпсон, Келли-Энн Биллинги,  Шинед Джек, Дарлен Рэмдин, Кортни Клиффорд, Макила Йорк, Ренель Форд, Кристл Эшделл, Абигэл Глуд, Речес Линдсей. Тренер — Франсиско Крус Хименес.
- 2015: Анна Флойд, Шэннон Томпсон, Шантель Йервуд, Шинед Джек, Эйша Джозеф, Дарлен Рэмдин, Кердиша Сазерленд, Афеша Олтон, Ренель Форд, Реджинн Уолс, Кристл Эшделл, Шернис Де Фор. Тренер — Идальмис Гато Мойя.
- 2019: Кьюн Флетчер, Шайенн Чин Чой, Самара Питерс-Чарлз, Шанис Коттой, Латейша Джозеф, Джордана Симон, Джоанна Белмар, Шернис Де Фор, Афия Александр, Кортни Клиффорд, Зария Авэй-Аллен, Даниэль Ноэль. Тренер — Франсиско Крус Хименес.

### Панамериканский Кубок
| - 2002 — не участвовала - 2003 — не участвовала - 2004 — не участвовала - 2005 — не участвовала - 2006 — не участвовала - 2007 — 12-е место - 2008 — 12-е место - 2009 — 10-е место - 2010 — 10-е место - 2011 — 10-е место | - 2012 — 10-е место - 2013 — 10-е место - 2014 — 11-е место - 2015 — отказ от участия - 2016 — 10-е место - 2017 — 9-е место - 2018 — 11-е место - 2019 — 10-е место - 2021 — не участвовала - 2023 — не участвовала - 2024 — не участвовала |

- 2017: Ханна Флойд, Джалисия Росс-Кидд, Шэннон Томпсон, Делисия Пьер, Шинед Джек, Малика Дэвидсон, Дарлен Рэмдин, Афеша Олтон, Ренель Форд, Реджинн Уолс, Кристл Эшделл, Кердиша Сазерленд. Тренер — Франсиско Крус Хименес.
- 2018: Джалисия Росс-Кидд, Шэннон Томпсон, Келли-Энн Биллинги, Шинед Джек, Кьюн Флетчер, Дарлен Рэмдин, Тэйджа Томас, Афеша Олтон, Ренель Форд, Латиша Морэн, Кристл Эшделл, Афия Александр. Тренер — Франсиско Крус Хименес.
- 2019: Кьюн Флетчер, Дарлен Рэмдин, Ракель Диксон, Афеша Олтон, Крюйкшанк Кэйлон, Шери Тэкорчаран, Ханна Флойд, Шанель Джордан, Шернис Де Фор, Афия Александр, Дестини Леон, Даниэль Ноэль. Тренер — Франсиско Крус Хименес.

### Интернациональная лига NORCECA
- 2023 — 3-е место

### Центральноамериканские и Карибские игры
До 2006 в Центральноамериканских и Карибских играх сборная Тринидада и Тобаго участия не принимала.
- 2010 — 4-е место
- 2014 — 8-е место
- 2018 — 5-е место
- 2023 — 7-е место

- 2014: Джалисия Росс-Кидд, Шэннон Томпсон, Келли-Энн Биллинги, Шинед Джек, Мариша Херберт, Дарлен Рэмдин, Малика Дэвидсон, Кортни Клиффорд, Макила Йорк, Сакайл Грэннам, Кэйлон Крюйкшэнкс, Майя Робертс. Тренер — Николсон Дрейк.
- 2018: Джалисия Росс-Кидд, Шэннон Томпсон, Келли-Энн Биллинги, Шинед Джек, Кьюн Флетчер, Дарлен Рэмдин, Тэйджа Томас, Афеша Олтон, Ренель Форд, Микела Макгиллвери, Кристл Эшделл, Афия Александр. Тренер — Франсиско Крус Хименес.

### Карибский чемпионат
| - 1991 — не участвовала - 1992 — не участвовала - 1993 — 3-е место - 1994 — 3-е место - 1995 — 3-е место - 1996 — 1-е место - 1998 — 5-е место - 2000 — 2-е место - 2002 — 2-е место | - 2004 — 3-е место - 2006 — 1-е место - 2008 — 1-е место - 2010 — 1-е место - 2012 — 1-е место - 2014 — 1-е место - 2017 — 1-е место - 2018 — 1-е место - 2023 — 2-е место |

## Состав
Сборная Тринидада и Тобаго в соревнованиях 2023 года (Интернациональная лига NORCECA, Центральноамериканские и Карибские Игры, Карибский чемпионат).
| №    | Имя, фамилия        | Год рождения | Рост | Амплуа      | Клуб                              |
| ---- | ------------------- | ------------ | ---- | ----------- | --------------------------------- |
| 1    | Рэйкель Диксон      | 2001         | 161  | связующая   | «Биг Сепос»                       |
| 2    | Джалисия Росс       | 1984         | 185  | центральная | «Плаяс де Бенидорм»               |
| 3    | Шэннон Томпсон      | 1994         | 181  | нападающая  | «Марк-ан-Барёль»                  |
| 4    | Келли-Энн Биллинги  | 1986         | 187  | связующая   | «Технократс»                      |
| 5    | Шейенн Чин Чой      | 1999         | 166  | либеро      | «Уэст-Сайд Старс»                 |
| 6    | Тайя-Джейн Рэми     | 1997         | 178  | центральная | «Гламорган»                       |
| 8    | Дарлен Рэмдин       | 1989         | 187  | нападающая  | «Чифтликкёй» Ялова                |
| 9    | Марина Кампс        | 1985         | 167  | либеро      | «Гламорган»                       |
| 12   | Малика Дэвидсон     | 1996         | 175  | нападающая  | «Уэст-Сайд Старс»                 |
| 13   | Тайана Маррэй-Льюис | 2001         | 168  | центральная | «Гламорган»                       |
| 14   | Кэйлон Крёйкшанк    | 1998         | 185  | центральная | Майами Дейд колледж               |
| 15   | Шанис Коттой        | 2004         | 168  | нападающая  | «Гламорган»                       |
| 16   | Дестини Леон        | 1999         | 190  | центральная | «Хапоэль» Кирьят-Ата              |
| 17   | Кристл Эшделл       | 1984         | 186  | нападающая  | «Медичина» Тыргу-Муреш            |
| 18,8 | Алексис Алия        | 1999         | 181  | нападающая  | Северо-западный университет Огайо |
| 20   | Дезири Доналд       | 2003         | 168  | нападающая  | «Биг Сепос»                       |
| 24   | Джоанна Белмар      | 1998         | 168  | связующая   | «Гламорган»                       |

- Главный тренер — Али Салим.
- Тренер — Даймиан Стюарт.

## Фотогалерея

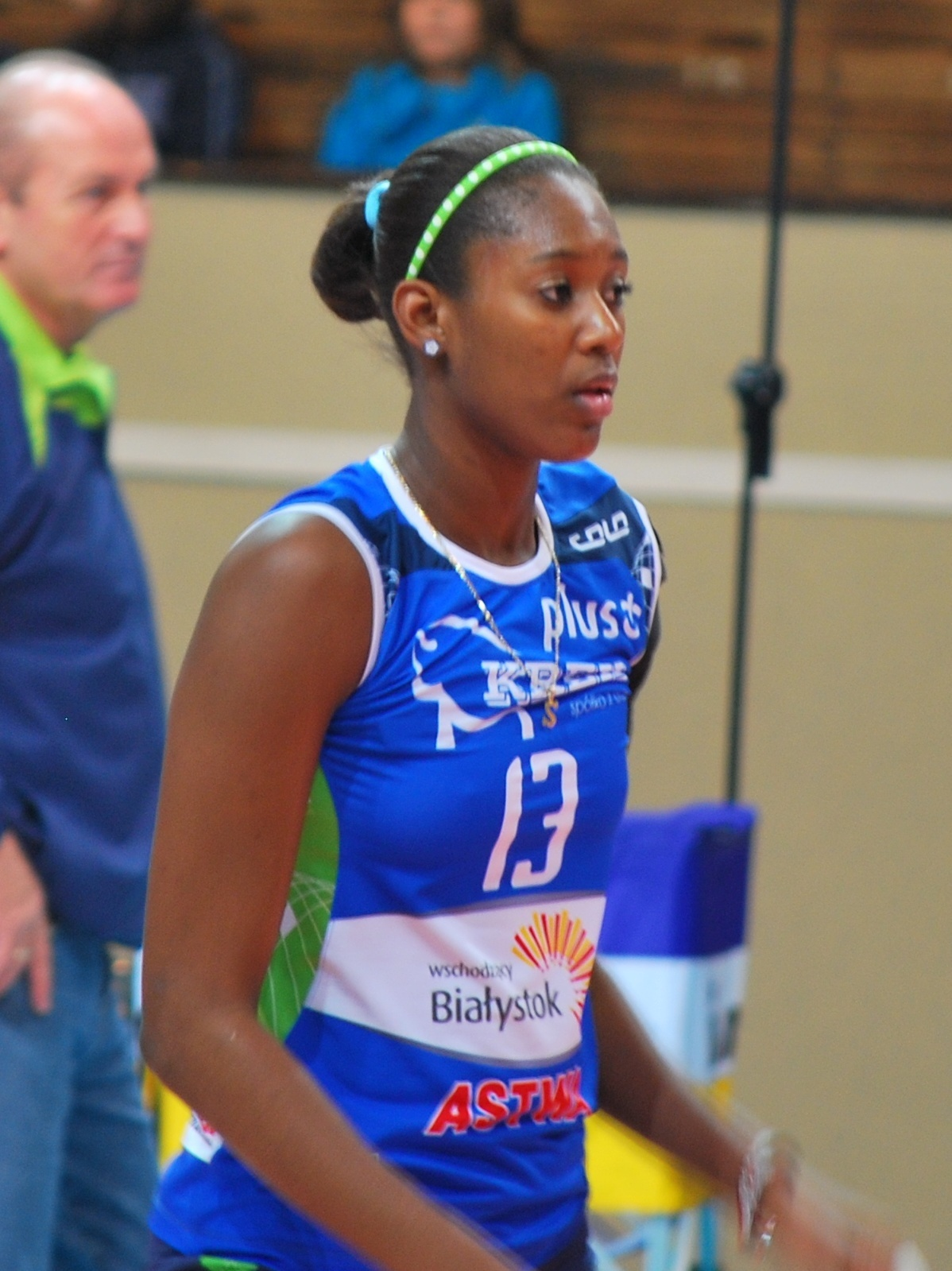
Шинед Джек
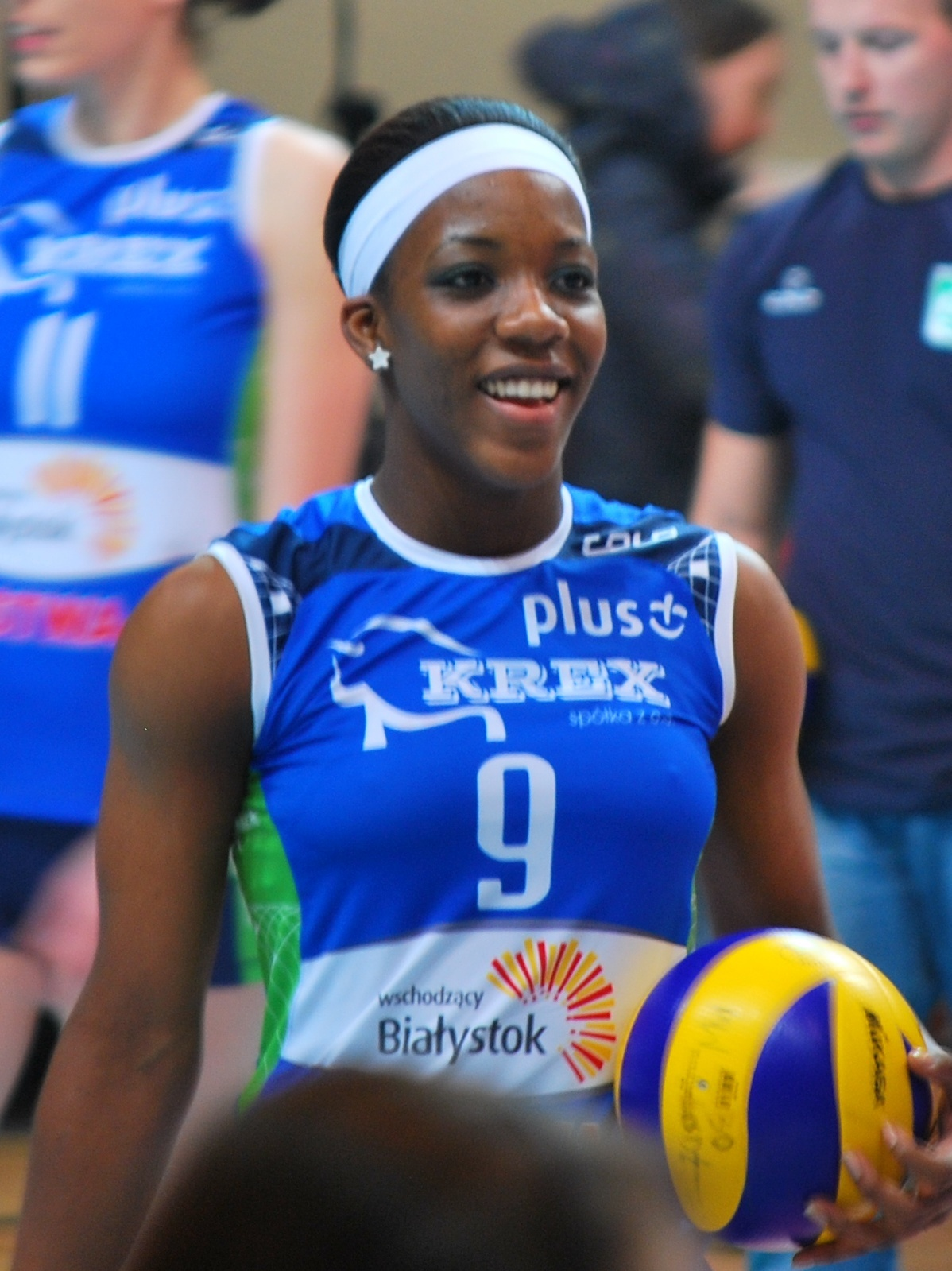
Шэннон Томпсон
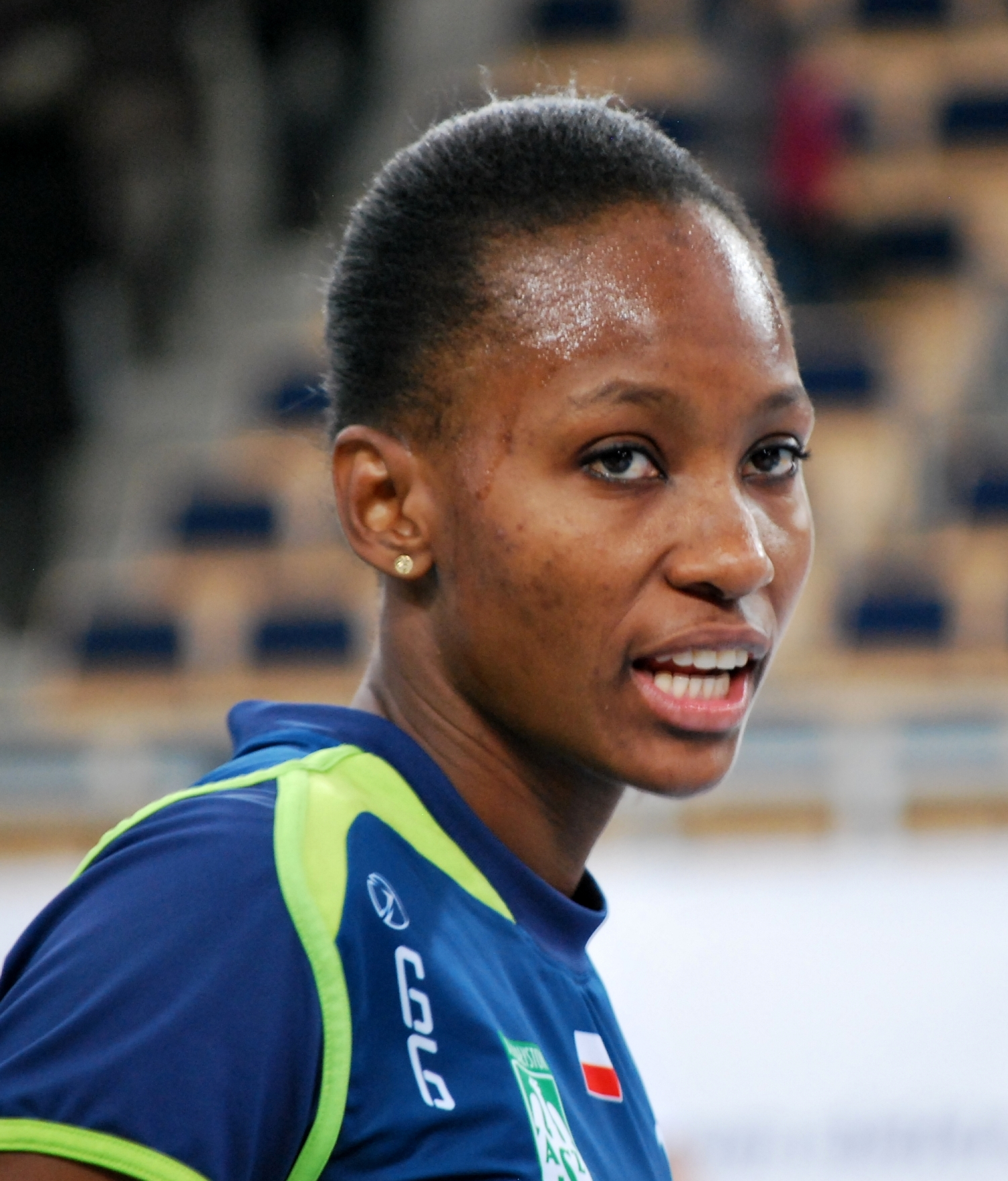
Кристл Эшделл
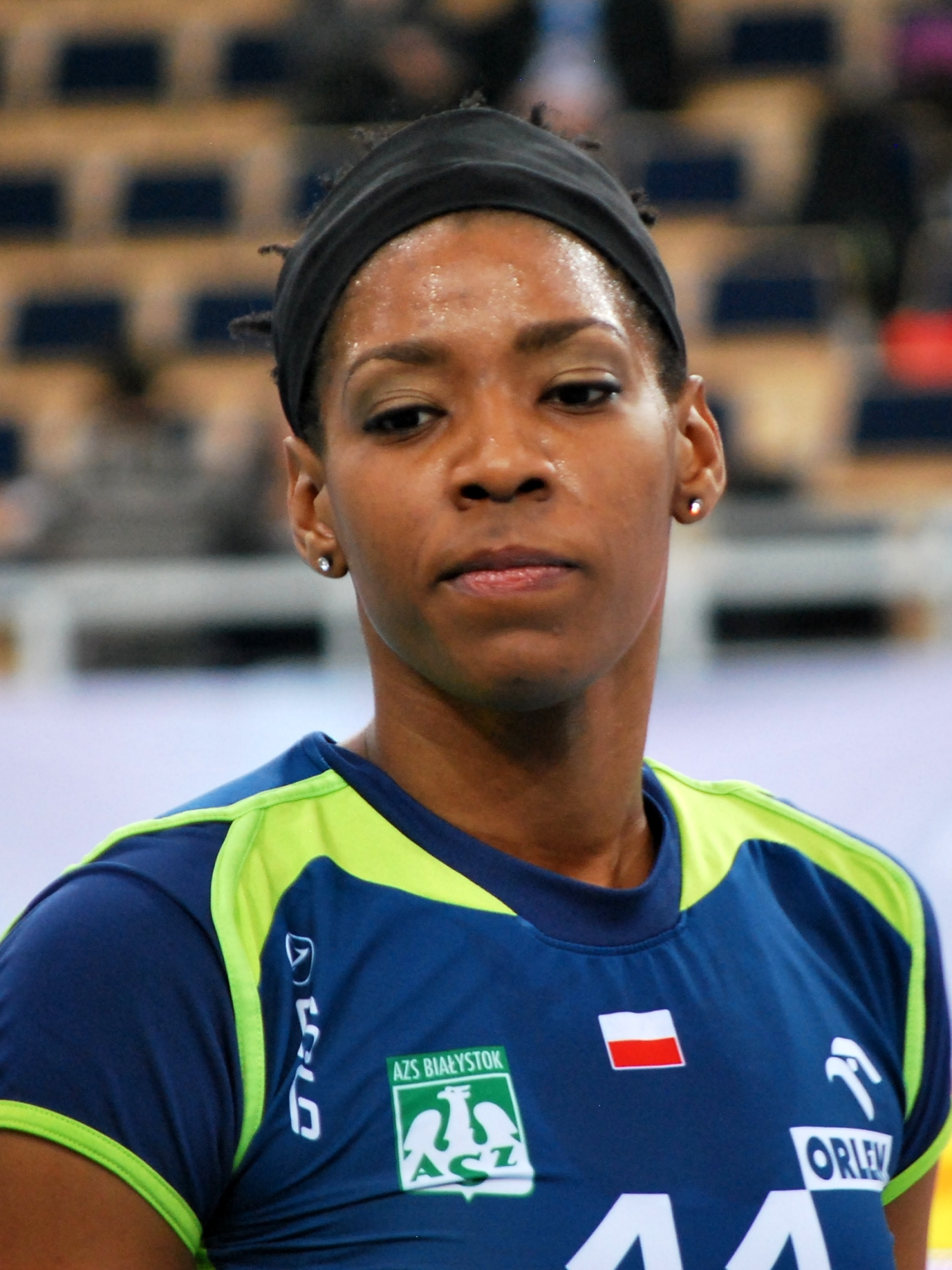
Риза Грант